# Drazen Slacanin
Drazen Slacanin (* 12. Oktober 1970 in Karlovac, Jugoslawien) ist ein deutsch-kroatischer Volleyball- und Beachvolleyballspieler.

## Sportliche Karriere
Drazen Slacanin begann 1985 mit Hallenvolleyball. Seit 1992 spielte er in Deutschland und gelegentlich auch international Beachvolleyball mit verschiedenen Partnern: Falk Zimmermann, Malte Homeyer, Markus Dieckmann, Kjell Schneider, Dirk Taubert, Daniel Sander, Julius Brink, Bernard Gau, Oliver Oetke, Maarten Lammens und Matthias Karger. 2005 beendete er seine aktive Laufbahn.
2001 erreichte er mit Markus Dieckmann den siebten Platz bei der Europameisterschaft in Jesolo.
Drazen Slacanin ist auch als Hallenvolleyballer in Nordrhein-Westfalen aktiv.

## Privates
Drazen Slacanin ist mit der US-amerikanischen Volleyball- und Beachvolleyballspielerin Teee Williams verheiratet. Sie haben drei Kinder und leben in Unna.